# Houston Buffaloes

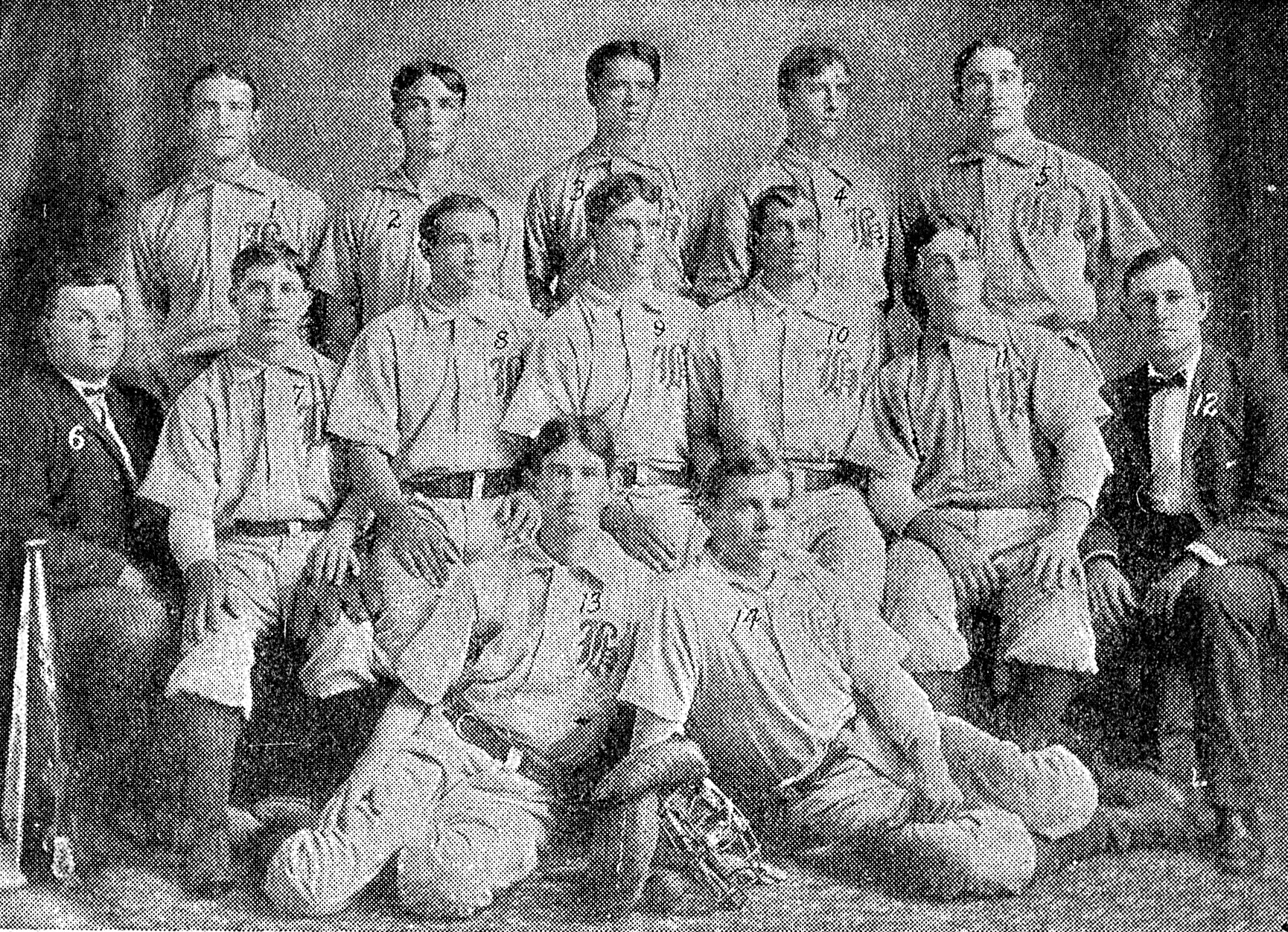
Los Búfalos de Houston en 1905

Los Houston Buffaloes o Búfalos de Houston, o simplemente Buffs fueron un equipo de béisbol en las Ligas Menores de Béisbol en la ciudad de Houston.  Los Búfalos fueron el primer equipo ser un afiliado de un equipo de las Grandes Ligas (St. Louis Cardinals) y fueron el primer equipo profesional en Houston.  El equipo fue fundado en 1888, y fue jugado en la Texas League.  Desde 1959 a 1961, el equipo fue jugado en la nivel Tiple A.  El nombre de los Búfalos se originado del Bayou de Búfalo en Houston y el estadio último del equipo fue El Estadio de Búfalo.
Los Búfalos de Houston fueron comprados por la Asociación Deportiva de Houston, quien trajo los Houston Astros a la ciudad, en 1961 para obtener los derechos del territorio.  In 1962, el equipo fue reorganizado y está se llaman los RedHawks de Oklahoma City.

## Historia

### Predecesores amateur (1861–1884)
En 11 de abril de 1861, un equipo de béisbol fueron organizado en Houston cuando hubo un reunión al edificio Palmer encima de la tienda de J. H. Evans.  El nombre del equipo fue simplemente «Houston Base Ball Club» (El Equipo de Béisbol de Houston).
Sin embargo, se desconoce si se participado en juegos.  Pronto la Guerra de Secesión comenzó y no hubo muchos deportes organizados en eso tiempo.
En el año próximo, fue publicado un artículo en The Texas Telegraph que se describía el primer juego para Houston. En 21 de abril de 1868, Los Stonewalls de Houston derrotaron Los Robert E. Lees de Galveston al sitio de la Batalla de San Jacinto.  Se llamado «El Campeonato de Texas.» El uniforme de los Stonewalls tuve una gorra roja, una camisa blanca de franela, y pantalones negras.

## Miembros del Salón de la Fama del Béisbol
- Dizzy Dean
- Joe Medwick
- Chick Hafey
- Jim Bottomley
- Tris Speaker